# Мотеб Аль-Харбі
Мотеб Саад Аль-Харбі (араб. متعب سعد الحربي, нар. 19 лютого 2000) — саудівський футболіст, захисник клубу «Аль-Хіляль» та національної збірної Саудівської Аравії. Виступав також за клуб «Аль-Шабаб».

## Клубна кар'єра
Мотеб Аль-Харбі народився 2000 року, та є вихованцем футбольної школи клубу «Аль-Шабаб». У 2021 році Аль-Харбі розпочав грати в основній команді клубу, в якій виступав до 2024 року, взявши участь у 97 матчах чемпіонату. У 2024 році футболіст перейшов до складу клубу «Аль-Хіляль».

## Виступи за збірні
У 2021 році Мотеб Аль-Харбі дебютував у складі національної збірної Саудівської Аравії, у складі якої станом на липень 2025 року зіграв 7 матчів, у яких забитими голами не відзначився. У 2022 році футболіст також залучався до складу молодіжної збірної Саудівської Аравії, у якій зіграв у 6 офіційних матчах, та забив 2 голи.